# Ouled Sellam
Ouled Sellam là một thị trấn thuộc tỉnh Batna, Algérie. Dân số thời điểm năm 2002 là 17.866 người.